# Cang
För andra betydelser, se Cang (olika betydelser).
Cang, även romaniserat Tsanghsien, är ett härad som lyder under Cangzhou i Hebei-provinsen i norra Kina.